# DJ Paul Elstak
DJ Paul Elstak, właściwie Paul Roger Elstak, znany także jako DJ Paul (ur. 14 stycznia 1966 w Hadze) – holenderski DJ i producent muzyczny.